# Tetezou
Tetezou is een bestuurslaag in het regentschap Nias Selatan van de provincie Noord-Sumatra, Indonesië. Tetezou telt 1164 inwoners (volkstelling 2010).